# Hezekiah Bradley Smith

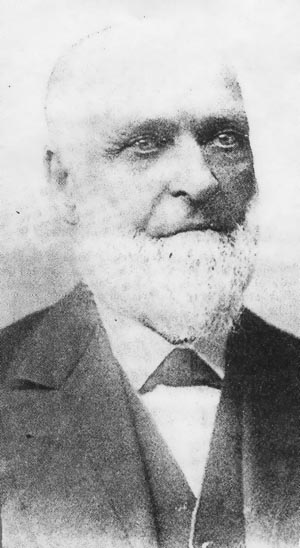
Hezekiah Bradley Smith

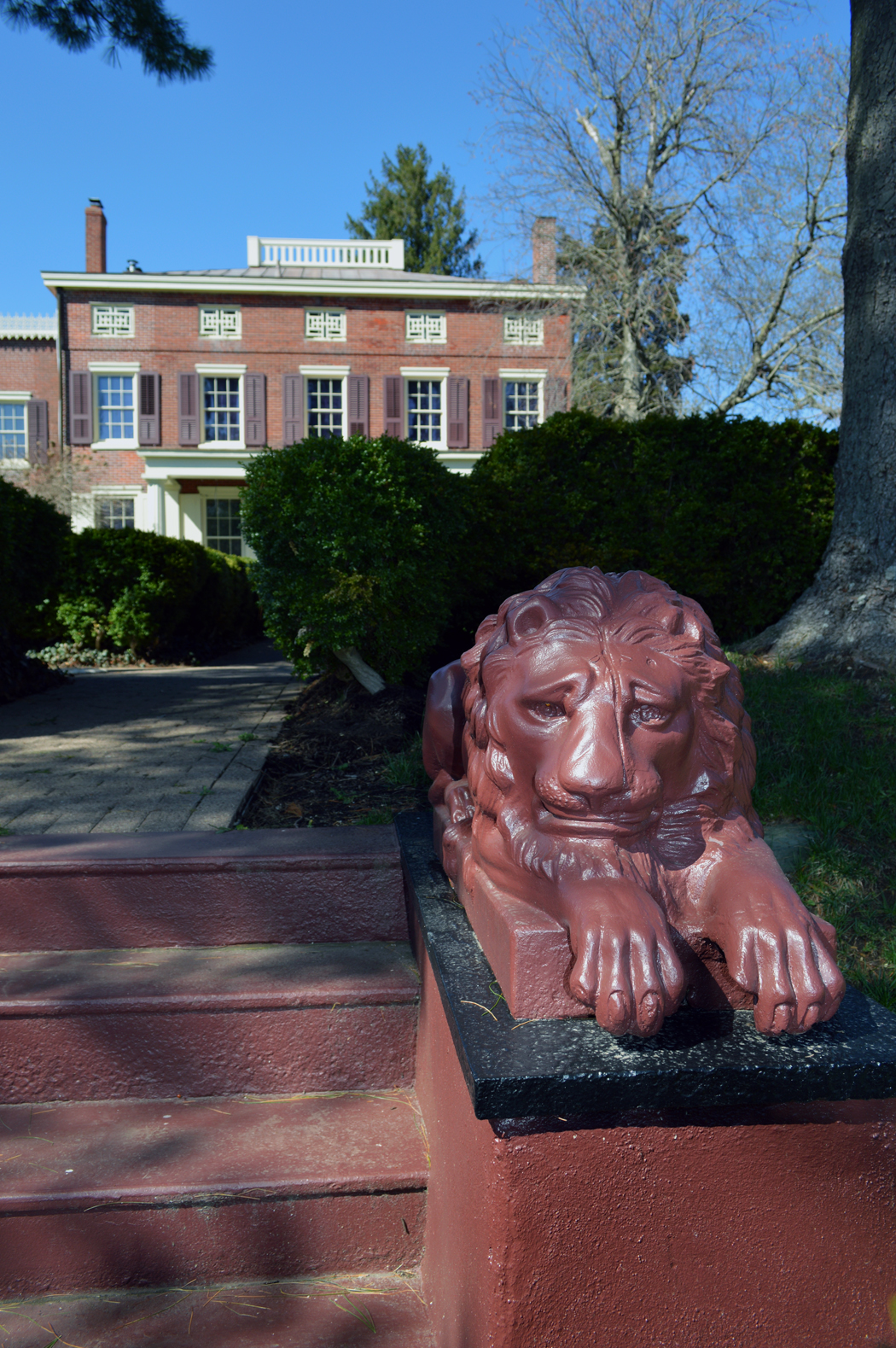
Das Wohnhaus von Hezekiah Smith und Agnes Gilkerson in Smithville

Hezekiah Bradley Smith (* 24. Juli 1816 in Bridgewater, Vermont; † 3. November 1887 in Smithville, New Jersey) war ein US-amerikanischer Unternehmer, Erfinder und Politiker. Zwischen 1879 und 1881 vertrat er den Bundesstaat New Jersey im US-Repräsentantenhaus.

## Biographie

### Herkunft und Ausbildung
Hezekiah Smith wurde als jüngstes von sechs Kindern seiner Familie geboren. Kurz nach seiner Geburt kaufte sein Vater eine Farm in der Nähe von Woodstock, wo Smith aufwuchs. Mit 15 begann er eine Lehre als Zimmermann, lernte aber nicht nur das Handwerk, sondern erwarb auch Fähigkeiten im Verkauf. 1845 zog er gemeinsam mit seiner schwangeren Freundin Eveline English nach Manchester in New Hampshire, um sich dort technisch weiterzubilden. Nach einem Jahr eröffnete er sein eigenes Geschäft.

### Familie
1846 heiratete Hezekiah Smith seine Freundin Eveline in einer privaten Zeremonie. Seine Frau zog jedoch zurück nach Woodstock; in den folgenden Jahren lebte das Ehepaar getrennt. Smith besuchte seine Frau regelmäßig – drei weitere Kinder wurden geboren – und unterstützte sie finanziell.
1854 lernte Smith das 16-jährige Milchmädchen Agnes Mitilda Gilkerson (1838–1881) kennen, das 23 Jahre jünger war als er. Er stellte die junge Frau zunächst als seine Sekretärin ein, dann förderte er ihre Ausbildung. 1861 erwarb sie den Abschluss eines Doktors der Medizin mit dem Schwerpunkt Chemie an der Penn Medical School in Philadelphia. Smith lebte zu dieser Zeit in Lowell in Vermont.
Bevor er 1865 gemeinsam mit Agnes Gilkerson nach Smithville zog, besuchte er seine Ehefrau Eveline ein letztes Mal, überschrieb ihr auf ihren Mädchennamen ein Haus und richtete ihr ein Konto ein. Er forderte sie auf, alle von ihm geschriebenen Briefe an sie zu vernichten, und schnitt alle Einträge der Ehefrau und der Kinder mit einem Taschenmesser aus der Familienbibel, um sie zu verbrennen. Seine Frau, inzwischen Mutter von vier Kindern aus der Ehe mit Smith, lehnte aber eine Scheidung ab.
Der älteste Sohn von Smith, Elton, arbeitete einige Zeit für seinen Vater, wurde aber dann von ihm des Hauses verwiesen, weil er unter anderem darauf bestanden hatte, diesen mit „Vater“ anzusprechen.

### Smithville
1865 erwarb Smith für 23.000 Dollar den seit zehn Jahren verlassenen Ort Shrevesville in New Jersey, der aus Produktions- und Wohngebäuden bestand. Gemeinsam mit Gilkinson, die er 1865 heiratete, ohne rechtmäßig von seiner Frau Eveline geschieden zu sein, zog er nach Shrevesville, taufte den Ort in Smithville um und siedelte dort seine  H.B. Smith Machine Company an, wo er seine Vision einer modernen Fabrik verwirklichte. Er ließ unter anderem die Wohngebäude für die Arbeiter renovieren und neue erbauen sowie ein boarding house, in dem die Arbeiter verköstigt wurden und einkaufen konnten; es gab auch einen Leseraum, ein Theater sowie eine Schule. Es heißt, dass Smith überdurchschnittlich hohe Gehälter zahlte. Die tägliche Arbeitszeit war auf neun Stunden begrenzt, und die Fabrik schloss samstags mittags über das Wochenende. Frauen und Kinder unter 16 Jahren wurden nicht beschäftigt. Zudem kaufte Smith weiteres umliegendes Land an und richtete eine Farm ein, mit deren Produkten auch seine Arbeiter versorgt wurden.

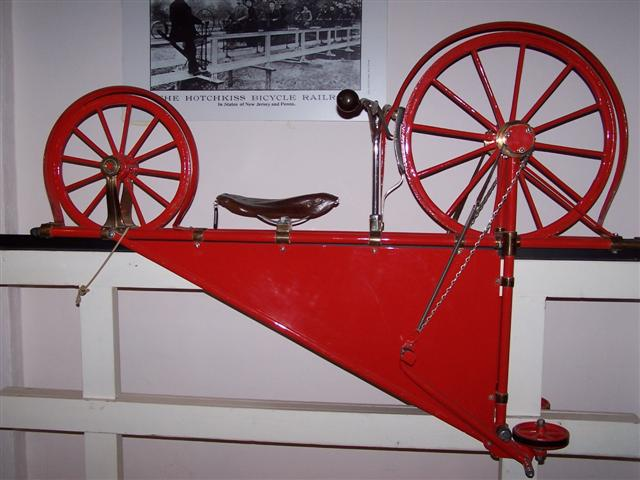
Teil der Hotchkiss Bicycle Railroad im Museum Velorama in Nijmegen

In den ersten Jahren in Smithville wurden zunächst die Maschinen gebaut, die Smith für die Holzverarbeitung erfunden hatte. Einige dieser Maschinen stellte er 1871 im American Institute of the  City of  New  York aus, wo sie ausgezeichnet wurden, und 1876 auf der Centennial Exhibition in Philadelphia. Sein erstes Patent erhielt er 1873, dem weitere auf seinen Namen folgten. Weitere Patente liefen auf die Namen seiner Mitarbeiter wie John Saltar, Jr., Joseph J. White, William S. Kelley und James L. Perry, die bis 1910 in einer „inventory group“ arbeiteten. Diese Gruppe erwarb gemeinsam 20 Patente. Sechs davon entfielen auf Kelley, der auch Vize-Präsident des Unternehmens war, und betrafen Fahrradmodelle, die als neue Produktgruppe ab 1878 in Smithville produziert wurden. Darunter befand sich das erfolgreiche Star-Bicycle, mit dem der im Marketing gewiefte Smith einen Radsportler die Stufen des Kapitols in Washington herabfahren ließ. Auch wurde in Smithville ein dampfgetriebenes Dreirad konstruiert.
Alfred E. Hotchkiss erfand eine Bicycle Railroad, die zwischen Smithville und Mount Holly verkehrte, wo weitere Arbeiter des Unternehmens wohnten. Auf dieser Bahn saßen die Mitfahrer auf festmontierten Rädern, die per Schiene vorwärtsbewegt wurden. Sie war von 1892 bis 1898 in Betrieb.
Im Zusammenhang mit der industriellen Revolution erkannte Smith die Notwendigkeit, durch eine gute Ausbildung aus bloßen Handlangern fähige Handwerker und Mechaniker zu machen.

“Now what has the mechanic done? We can scarcely turn our eyes without seeing something that he has done for the benefit of mankind, but when we stop and look at his great inventions, the telegraph, the steam engine, the sewing machine, the reaping and mowing machines, the telescope, the microscope, the  printing  press,  wood  working  machinery…  and the thousand and one productions of his fertile brain, it seems to me fellow mechanics, that we have no call to feel inferior to professional men.”

„Nun, was hat der Mechaniker gemacht? Wir können kaum um uns schauen, ohne etwas zu sehen, was er zum Wohle der Menschheit getan hat, aber wenn wir innehalten und auf seine großen Erfindungen schauen, den Telegraphen, die Dampfmaschine, die Nähmaschine, die Ernte- und Mähmaschinen, das Teleskop, das Mikroskop, die Druckmaschine, Holzbearbeitungsmaschinen … und die tausend und eine Produkte seines fruchtbaren Gehirns, es scheint mir, Mechanikerkollegen, dass wir keinen Grund haben, uns Kopfarbeitern unterlegen zu fühlen.“

Getreu diesem Credo ließ Smith in seinem Unternehmen junge Männer zu Mechanikern ausbilden. So wurden im 1870er-Zensus im Smithville 16 junge Männer aufgeführt, deren Beruf als „Mechanikerlehrling“ angegeben wurde.
Agnes Gilkerson Smith gab die Zeitschrift des Unternehmens New  Jersey  Mechanic heraus und vertrieb erfolgreich von ihr selbst entwickelte Kosmetikprodukte wie den Madam Smith’s Celebrated Hair Restorer and Beautifier. Sie starb im Januar 1881 im Alter von 42 Jahren an Krebs; das Ehepaar hatte keine Kinder.
Nach ihrem Tod nahm Hezekiah Smith weitere An- und Umbauten an seinem Wohnsitz in Smithville vor, so ließ er einen Wintergarten errichten. Er wurde zunehmend exzentrisch: Er begann wilde Tiere für einen privaten Zoo zu sammeln, trainierte einen Elch dazu, seine Kutsche zu ziehen, und soll, so die Gerüchte, einen „Harem“ von jungen Frauen um sich versammelt haben. 1885 ließ er eine lebensgroße Marmorstatue von Agnes vor seinem Wohnhaus errichten.

### Politik
Hezekiah Smith war Mitglied der Demokratischen Partei. Bei den Kongresswahlen des Jahres 1878 wurde er im zweiten Wahlbezirk von New Jersey in das US-Repräsentantenhaus in Washington, D.C. gewählt, wo er am 4. März 1879 die Nachfolge von John H. Pugh antrat. Während des Wahlkampf für eine weitere Legislaturperiode wurde durch Presseveröffentlichungen – unter anderem Interviews mit seiner Frau und seinen Kindern – bekannt, dass er ohne offizielle Scheidung eine zweite Ehe eingegangen war. Damit war er gesetzlich gesehen ein Bigamist. Smith bestritt öffentlich, jemals mit seiner Frau Eveline verheiratet gewesen zu sein und verleugnete auch seine Kinder. Bei den Wahlen unterlag er dem Republikaner J. Hart Brewer, was wohl auf diese Enthüllungen zurückzuführen war.
Zwischen 1883 und 1885 gehörte Smith dem Senat von New Jersey an. Er starb am 3. November 1887 in Mount Holly.

### Nach seinem Tod
Nachdem Eveline Smith 1897 gestorben war, kam Elton Smith nach Smithville, um die sterblichen Überreste seines Vaters nach Woodstock zu überführen und sie neben seiner Mutter zu bestatten. Nachdem es schon in den Jahren vor Smiths Tod zu heftigen Auseinandersetzungen in der Familie gekommen war, hatte Hezekiah Smith offensichtlich zu Lebzeiten vorausgesehen, dass man versuchen würde, seinen Leichnam umzubetten und sich in einem eisernen Sarg, mit Eisenmanschetten verschlossen, einzementiert beerdigen lassen. Daraufhin ließ der Sohn die Marmorstatue von Agnes Gilkerson von Arbeitern der Company zerstören und die Einzelteile im nahegelegenen Rancocas Creek versenken. Nach langen Erbstreitigkeiten übernahm Elton Smith 1900 das Unternehmen des Vaters; seine Nachkommen lebten bis 1962 in Smithville.
Das Gelände steht heute als Smithville Historic District unter Denkmalschutz und ist eine Touristenattraktion. 2006 wurde das Haus von der South Jersey Ghost Research untersucht; dort sollen die Geister von Hezekiah Smith, seinem Sohn Elton und von Agnes Gilkerson umgehen.